# Waringinkurung (Cimanggu)
Waringinkurung is een bestuurslaag in het regentschap Pandeglang van de provincie Banten, Indonesië. Waringinkurung telt 2477 inwoners (volkstelling 2010).